# Neo Yokio
Neo Yokio je americko-japonský animovaný televizní seriál, jehož autorem je hudebník Ezra Koenig. Vytvořila jej japonská animační studia Production I.G a Studio Deen. První řada byla zveřejněna dne 22. září 2017 na službě Netflix a obsahovala celkem šest dílů. Vánoční speciál Neo Yokio: Pink Christmas byl zveřejněn dne 7. prosince 2018.

## Obsazení

### Hlavní role
- Jaden Smith jako Kaz Kaan
- Jude Law jako Charles
- Tavi Gevinson jako Helena St. Tessero
- Susan Sarandon jako teta Agatha
- The Kid Mero jako Lexy
- Desus jako Gottlieb
- Jason Schwartzman jako Arcangelo Corelli

### Vedlejší role
- Richard Ayoade jako různé postavy
- Alexa Chung jako Cathy
- Willow Smith jako Helenista
- Kiernan Shipka jako Helenista
- Amandla Stenberg jako Helenista
- John DiMaggio jako různé postavy
- Peter Serafinowicz jako různé postavy

### Hostující role
- Steve Buscemi jako The Remembrancer
- Annet Mahendru jako Mila Malevich
- Ike Barinholtz jako Jeffrey
- Stephen Fry jako Headmaster
- Katy Mixon jako Sailor Pellegrino
- Nico Muhly jako profesor Muhly
- Frank Vincent jako strýc Albert
- Ray Wise jako Old Man in the Graveyard
- Ben Jones jako Maxwell
- David Macklovitch jako Dave 1
- Simon Hammerstein jako on sám
- Kimberly Nichole jako on sám

## Seznam dílů

### První řada (2017)
| Č. v seriálu | Č. v řadě | Původní název                                                        | Režie             | Scénář                                      | Premiéra na Netflixu |
| ------------ | --------- | -------------------------------------------------------------------- | ----------------- | ------------------------------------------- | -------------------- |
| 1            | 1         | The Sea Beneath 14th St.                                             | Kazuhiro Furuhaši | námět: Ezra Koenig scénář: Nick Weidenfeld  | 22. září 2017        |
| 2            | 2         | A Pop Star of Infinite Elegance                                      | Kazuhiro Furuhaši | Ezra Koenig a Nick Weidenfeld               | 22. září 2017        |
| 3            | 3         | O, the Helenists...                                                  | Džundži Nišimura  | Ezra Koenig                                 | 22. září 2017        |
| 4            | 4         | Hamptons Water Magic"                                                | Džundži Nišimura  | Ezra Koenig                                 | 22. září 2017        |
| 5            | 5         | The Russians? Exactly, the Soviets.                                  | Kazuhiro Furuhaši | námět: Ezra Koenig scénář: Alexander Benaim | 22. září 2017        |
| 6            | 6         | I'm Starting to Think Neo Yokio's Not the Greatest City in the World | Kazuhiro Furuhaši | Ezra Koenig                                 | 22. září 2017        |

### Neo Yokio: Pink Christmas(2018)
Dne 9. října 2018 Netflix oznámil, že premiéra vánočního speciálu Neo Yokio proběhne 7. prosince 2018. Trailery byly zveřejněny v říjnu a listopadu 2018 a 3. prosince 2018. Speciál měl premiéru dne 7. prosince 2018 pod názvem Neo Yokio: Pink Christmas. V Neo Yokio zazněla nová písnička od Ezry Koeniga „Friend Like You“.